# St. Franziskus-Stiftung Münster
Die St. Franziskus-Stiftung Münster mit Sitz in Münster ist eine seit 1997 bestehende gemeinnützige kirchliche Unternehmensgruppe.
Sie unterhält in Nordrhein-Westfalen und Bremen derzeit 14 Krankenhäuser, neun Behinderten- und Senioreneinrichtungen sowie weitere Beteiligungen u. a. an ambulanten Rehabilitationszentren, Pflegediensten und Hospizen.

## Geschichte
Die Stiftung wurde 1997 gegründet. Sie geht zurück auf die Tätigkeit der Ordensgemeinschaft der Franziskanerinnen von Münster-St. Mauritz, die seit 1844 besteht und vor allem in der Krankenpflege tätig ist. Die Ordensgemeinschaft brachte die von ihr aufgebauten und betriebenen Krankenhäuser 2004 in die St. Franziskus-Stiftung Münster ein. Diese verpflichtete sich, die übernommenen Werke und Werte zu bewahren und die Aufgaben im Sinne des Ordens weiterzuführen.

## Unternehmen
Die Unternehmensgruppe unterhält in ihren Krankenhäusern rund 4.000 Betten; dort werden jährlich rund 500.000 Menschen stationär und ambulant behandelt. In Langzeiteinrichtungen stehen rund 1000 Plätze zur Verfügung. Das Unternehmen beschäftigt rund 14.500 Mitarbeiter. 2021 betrug der Jahresumsatz 1.084 Milliarden €. Es ist die größte katholische Krankenhausgruppe in Nordwestdeutschland. Das Kerngeschäft der Gruppe wird in den Bereichen Logistik und Facility Management durch Dienstleistungen gewerblicher Gesellschaften unterstützt.
Vorstandsvorsitzender der Stiftung war seit dem 1. Mai 2009 Klaus Goedereis. Zu dem Stiftungsvorstand gehören außerdem Daisy Hünefeld und seit dem 1. Juni 2013 Nils Brüggemann. Am 1. September 2022 übernahm Nils Brüggemann die Position des Vorstandsvorsitzenden.
Dem Kuratorium gehören Ludger Hellenthal, Hannelore Huesmann, Berthold Bonekamp, Gert-Maria Freimuth, Matthias Scheller und Stephan Ulrich an.

## Betriebene Einrichtungen

### Krankenhäuser
(Fachabteilungen; Planbetten; Mitarbeiter [Kopfzahl] Stand 2012)
- St. Franziskus-Hospital Münster (18; 562; 1740)
- St. Franziskus-Hospital Ahlen (6; 307; 678)

- St. Elisabeth-Hospital Beckum (6; 228; 358)
- St. Bernhard-Hospital, Kamp-Lintfort (10; 310; 693)
- St. Barbara-Klinik Hamm GmbH (14; 601; 1244 )
- St. Marien-Hospital Lüdinghausen (4; 133; 350)
- St. Elisabeth-Hospital Meerbusch-Lank (3; 102; 136)
- Elisabeth-Krankenhaus Recklinghausen (7; 288; 453)
- St. Irmgardis-Krankenhaus, Viersen-Süchteln (2; 144; 303)
- St. Rochus-Hospital, Telgte (1; 273; 370,25[VK])
- Klinik Maria Frieden Telgte (1; 120; 149)
- Krankenhaus St. Joseph-Stift (Bremen) (9; 462; 816)
- Maria-Josef-Hospital Greven (seit 2016)
- Herz-Jesu-Krankenhaus Münster-Hiltrup (7, 355, 1000)

### Behinderteneinrichtungen, Seniorenheime, Hospize und Reha-Einrichtungen
(Betreuungsplätze; Mitarbeiter [Kopfzahl] Stand 2012)
- St. Vincenz-Gesellschaft mbH, Ahlen
  - St. Joseph-Heim Neubeckum, Behinderteneinrichtung (175; 122,51 [VK])
  - St. Marien am Voßbach Enniger, Behinderteneinrichtung (122; 66,69 [VK])
  - St. Vinzenz am Stadtpark, Ahlen, Behinderteneinrichtung (152; 99,22 [VK])
- Wohnbereich St. Benedikt, Telgte, psychiatrische Versorgung (85; 67,73 [VK])
- Elisabeth-Tombrock-Haus, Ahlen, Seniorenheim (148; 153)
- Caritashaus Reginalda, Recklinghausen, Seniorenheim (80, 57)
- Altenwohnhaus St. Ludgerus-Haus, Lüdinghausen (80, 78)
- Wohnstift St. Clemens, Telgte, Seniorenheim (72, 55)
- Johannes-Hospiz Münster
- Christliches Hospiz, Hamm, „Am Roten Läppchen“
- Zentrum für ambulante Rehabilitation Münster (ZaR)
- reha bad hamm gmbh

### Dienstleistungsgesellschaften
(Mitarbeiter VK; Jahresumsatz in Mio. €, Stand 2012)
- medicalORDERcenter (MOC) mit Standorten in Ahlen und Bochum, Tochtergesellschaft für Krankenhauslogistik (425; 34,1)
  - medicalORDERinstruments GmbH (60; 5,2)
  - medicalORDERservices GmbH (19; 81,0)
  - medicalORDERpharma (32; 24,0)
- FACT Gruppe, Münster, Partner im Gesundheitswesen (Stand 2020)[7]
  - FACT GmbH, Partner im Gesundheitswesen (526; 49)
  - FACT RS GmbH, Tochtergesellschaft für Reinigung und Service (654; 13,1)
  - FACT IT GmbH, Tochtergesellschaft für Informationstechnologie (130; 17,3)
  - FACT GS GmbH, Tochtergesellschaft für Gastronomie und Service (374; 12,3)
  - mediplan GmbH, Medizintechnik-Planung (20; 1,7)
  - encadi GmbH, Energiemanagement (13; 1,6)